# Earl Macartney
Earl (of) Macartney, in the County of Antrim, war ein erblicher britischer Adelstitel in der Peerage of Ireland.
Familiensitz des Earls war Lissanoure Castle bei Loughguile im County Antrim.

## Verleihung und nachgeordnete Titel
Der Titel wurde am 1. März 1794 für den Diplomaten George Macartney, 1. Viscount Macartney geschaffen. Dieser hatte 1793 die Macartney-Mission nach China geleitet.
Bereits am 19. Juli 1792 war ihm der fortan nachgeordnete Titel Viscount Macartney, of Dervock in the County of Antrim, sowie am 19. Juli 1776 der fortan nachgeordnete Titel Baron Macartney, of Lissanoure in the County of Antrim, verliehen worden. Beide Titel gehörten ebenfalls zur Peerage of Ireland.
Am 8. Juni 1795 wurde er zudem in der Peerage of Great Britain zum Baron Macartney, of Parkhurst in the County of Surry and of Auchinleck in the Stewartry of Kirkcudbright, erhoben. Dieser Titel war im Gegensatz zu seinen irischen Titeln mit einem erblichen Sitz im britischen House of Lords verbunden.
Da der 1. Earl keine Kinder hinterließ, erloschen die Titel bei seinem Tod am 31. Mai 1806.

## Liste der Earls Macartney (1794)
- George Macartney, 1. Earl Macartney (1737–1806)